# Selenops huetocatl
Selenops huetocatl là một loài nhện trong họ Selenopidae.
Loài này phân bố ở Chiapas (México).
Loài này thuộc chi Selenops. Selenops huetocatl được Sarah C. Crews miêu tả năm 2011.